# Мелут
Мелут (англ. Melut) — город на северо-востоке Южного Судана, на территории округа Мелут штата Верхний Нил.

## Географическое положение
Город находится в западной части штата, на правом берегу Белого Нила, на расстоянии приблизительно 114 км к северо-востоку от города Малакаль, административного центра штата и на расстоянии 618 км к северо-северо-востоку от столицы страны Джубы. Абсолютная высота — 362 м над уровнем моря.

## Население
По данным Национального бюро статистики Республики Южный Судан (National Bureau of Statistics) численность населения Мелута в 2010 году составляла 14 554 человек.

## Транспорт
Ближайший аэропорт расположен в городе Малакаль.